# Строительство 500
Строи́тельство № 500 НКВД СССР — строительство в СССР в годы Великой Отечественной войны второго транспортного коридора, обеспечивающего стратегический выход к Тихому океану, в виде железнодорожной линии и всей транспортной инфраструктуры от города Комсомольск-на-Амуре к городу Советская Гавань и порта в бухте Ванина. Причинами экстренного строительства стала сложная внешнеполитическая обстановка и идущая полным ходом вторая мировая война. Строительство продолжалось в общей сложности с 1943 по 1946 год, железнодорожная линия была открыта 20 июля 1945 года (в порт пришёл первый сквозной поезд). Контингент строителей: преимущественно заключённые ИТЛ, а также вольнонаёмные, спецтрудпереселенцы, военнопленные вермахта с западного фронта, военнослужащие инженерных, строительных и автомобильных частей РККА; после 1945 года — военнопленные японцы. Это было первое всесоюзное строительство такого масштаба. Начальником строительства был назначен инженер-полковник (с 17 ноября 1944 года — генерал-майор инженерно-технической службы) Ф. А. Гвоздёвский.

## История
17 августа 1937 года было принято совместное постановление Совета Народных Комиссаров СССР и Центрального Комитета ВКП(б) «О строительстве Байкало-Амурской железнодорожной магистрали», от города Тайшета до г. Советская Гавань, общей протяжённостью 5000 км. Первая очередь строительства предусматривала полукольцо Известковая — Ургал — Комсомольск — Совгавань (1340 км). В том же году было начато формирование Нижне-Амурского исправительно-трудового лагеря НКВД.
В 1940 году был готов технический проект дороги. Проект предусматривал сооружение однопутной железнодорожной линии через горы Сихотэ-Алинь общей длиной около 450 км, строительство 342 мостов и мостовых переходов и прокладку трёх тоннелей общей длиной 2800 м. В бухте Ванина в 1945 году должен быть построен грузопассажирский морской порт с отдельной подъездной веткой к трём причалам. Непосредственно горный участок дороги составлял около 200 км. Для связи стройки с существующей ж/д линией Комсомольск — Волочаевка была запроектирована переправа через р. Амур: летом — баржами, а зимой — по уложенному по льду временному рельсовому пути. Строительство дороги велось одновременно со стороны моря и со стороны материка.
Строительные работы возложили на Нижне-Амурский ИТЛ, в составе которого на 1 июля 1940 года числились свыше 62 тыс. человек. Лагерь имел шесть отделений, дислоцировавшихся в Совгавани, Хунгари, Комсомольске, Пивани, Хурмули, Литовко.

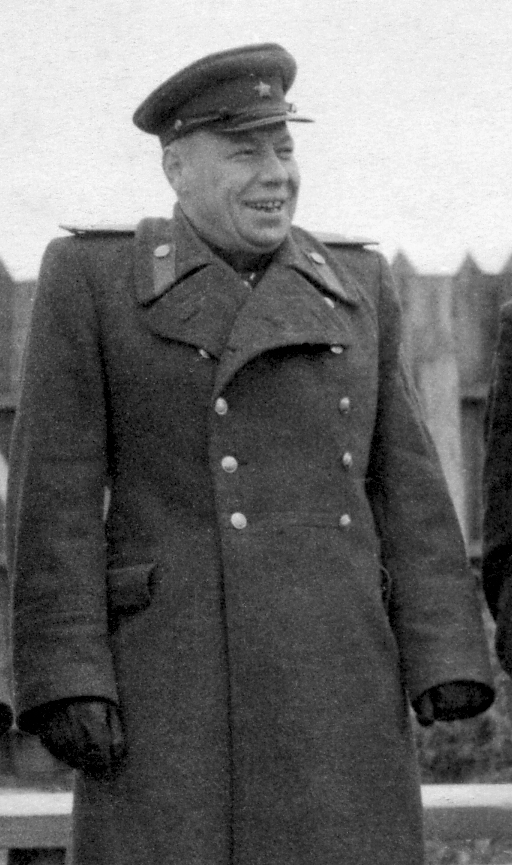
Гвоздёвский Ф.А., начальник Строительства №500.

Начиная с апреля 1941 года строительство дороги было законсервировано. Рельсы, как уложенные, так и подлежащие укладке на линии Комсомольск — Совгавань, отгрузили Буреинскому лагерю НКВД, а остатки ресурсов Нижне-Амурского лагеря переключили на работы по линии Комсомольск — Волочаевка.
Но уже через два года, придавая особое народнохозяйственное и оборонное значение путям сообщения на Дальнем Востоке, Государственный Комитет Обороны принял решение за № 3407 от 21 мая 1943 года, о сооружении железнодорожной линии Комсомольск — Советская Гавань, длиной 475 км, с планируемым сроком сдачи дороги в эксплуатацию 1 августа 1945 года.
Было организовано управление строительством № 500 НКВД, возглавляемое начальником строительства Ф. А. Гвоздёвским и главным инженером Б. И. Цвелодубом. Из-за тяжёлой экономической ситуации в стране технический проект 1939-1940 гг. пересмотрели в сторону упрощения — вместо моста через Амур было решено построить паромную переправу, вместо трёх тоннелей в горах оставался один. Из-за сильно изрезанной береговой черты залива Советская Гавань дорогу решили не тянуть до города, ограничившись портом Ванино.
О важности строительства № 500 говорят следующие факты: ГКО напрямую регламентировал снабжение и обеспечение строительства. Было запрещено «кому бы то ни было изменять сроки и ассортимент на материалы, топливо, горючее, оборудование и прочие ресурсы, выделенные для строительства № 500, а также проводить переадресовку или отцепку вагонов с этими грузами». Была запрещена передача оборудования и механизмов, заказываемых для строительства № 500 другим наркоматам. Все грузоперевозки следовало осуществлять воинским транспортом. Так, уже в 1943 году в Комсомольск-на-Амуре в адрес строительства № 500 поступило 4399 вагонов с грузом.
По линии НКВД в состав «строительства № 500» входили:
- Восточный исправительно-трудовой лагерь,
- Нижне-амурский исправительно-трудовой лагерь,
- Перевальный исправительно-трудовой лагерь.

Для обеспечения строительства № 500 рабочей силой и кадрами ГКО обязал передать Наркомату обороны к 15 сентября 1943 года строительные батальоны общей численностью в  10000 человек и четыре автомобильных батальона, со всем штатным имуществом и инструментом. От мобилизации и призыва в Красную армию освобождался весь рабочий,  инженерно-технический и административно-хозяйственный персонал строительства № 500. Все освобождаемые заключённые переводились в категорию вольнонаёмного состава и оставались на строительстве.
Из числа граждан СССР, подлежащих призыву в КА, планировалось порядка 10 тысяч человек направить на стройку в качестве трудпоселенцев. На основании постановления ГКО № 3857сс от 2 августа 1943 года и в соответствии с директивой НКВД СССР № 428 от 24 августа 1943 года по всей стране для строительства № 500 началась мобилизация спецпоселенцев (бывших кулаков и этнических немцев) и ссыльнопоселенцев (лиц, высланных из Прибалтийских и Молдавской республик). В правовом положении мобилизованные приравнивались к вольнонаемным рабочим и оформлялись на работу на общих основаниях (с учётом военного положения в стране). Однако до самого конца строительства план по обеспечению стройки спецтрудпереселенцами был выполнен примерно наполовину, что объяснялось жёсткой нехваткой работоспособного населения в стране в годы ВОВ.
В результате грамотно продуманной системы стимулирования на стройке была достигнута огромная производительность труда. Практиковалось создание т.н. ударных колонн и бригад, которые направлялись на самые ответственные участки строительства. Для заключённых, занятых на строительстве № 500, засчитывался срок «день за три» (как в действующей армии). Ежеквартально в Наркомат внутренних дел направлялись списки осужденных к условно-досрочному освобождению.
На строительстве № 500 широко применялась механизация труда и строительная техника. Так, в 1944 году на строительстве работало 36 экскаваторов, 75 компрессоров, 137 тракторов, 830 автомашин. Была освоена механизированная погрузка и разгрузка грунта на так называемые железнодорожные вертушки. Для погрузки использовались паровые экскаваторы в карьерах, тогда как дизельные экскаваторы как более мобильные работали на укладке полотна.
15 июля 1945 года в торжественной обстановке начальник строительства генерал-майор Ф. А. Гвоздёвский забил последний костыль, а 20 июля в порт Ванино пришёл первый эшелон, открыв сквозное движение. Уже в августе 1945 года по дороге было перевезено 30 000 вагонов, из них: специальных грузов — 1 120 вагонов, грузов строительства — 3 380, грунта и балласта — 25 500 вагонов.
23 июля 1945 года была сдана паромная переправа через Амур, а 31 июля паром ушёл в свой первый рейс.
Всего за 22 месяца работ было построено 520 искусственных сооружений, в т. ч. 8 мостов через большие горные реки, бортовой тоннель длиной 413 метров на перевале через Сихотэ-Алинь; при переходе через р. Амур сооружена железнодорожная паромная переправа, которая представляла комплекс причальных объектов и двух самоходных паромов, изготовленных заводом № 199 в Комсомольске-на-Амуре.
Строительство № 500 прекратило своё существование в 1946 году после окончания строительства первой очереди железнодорожной ветки, структурного объединения с Амурским ГУЛЖДС и образованием Амурского управления строительства БАМ и строительства № 500.
Линия Комсомольск-на-Амуре – Совгавань сыграла важную роль в боевых действиях против Японии 1945 году, значительно ускорив переброску частей Советской армии на Дальневосточный фронт, а в дальнейшем послужив развитию Ванинского и Советско-Гаванского районов Хабаровского края, международного порта Ванино и Совгаванской военно-морской базы.

## Численность
По состоянию на 01.01.1944 года списочный состав рабочей силы строительства № 500 насчитывал 66 тыс. человек. На 01.01.1945 года — 92 тыс. человек. На  01.01.1946 года — 119 тыс. человек.